# Evangelische Kirche (Schwalheim)

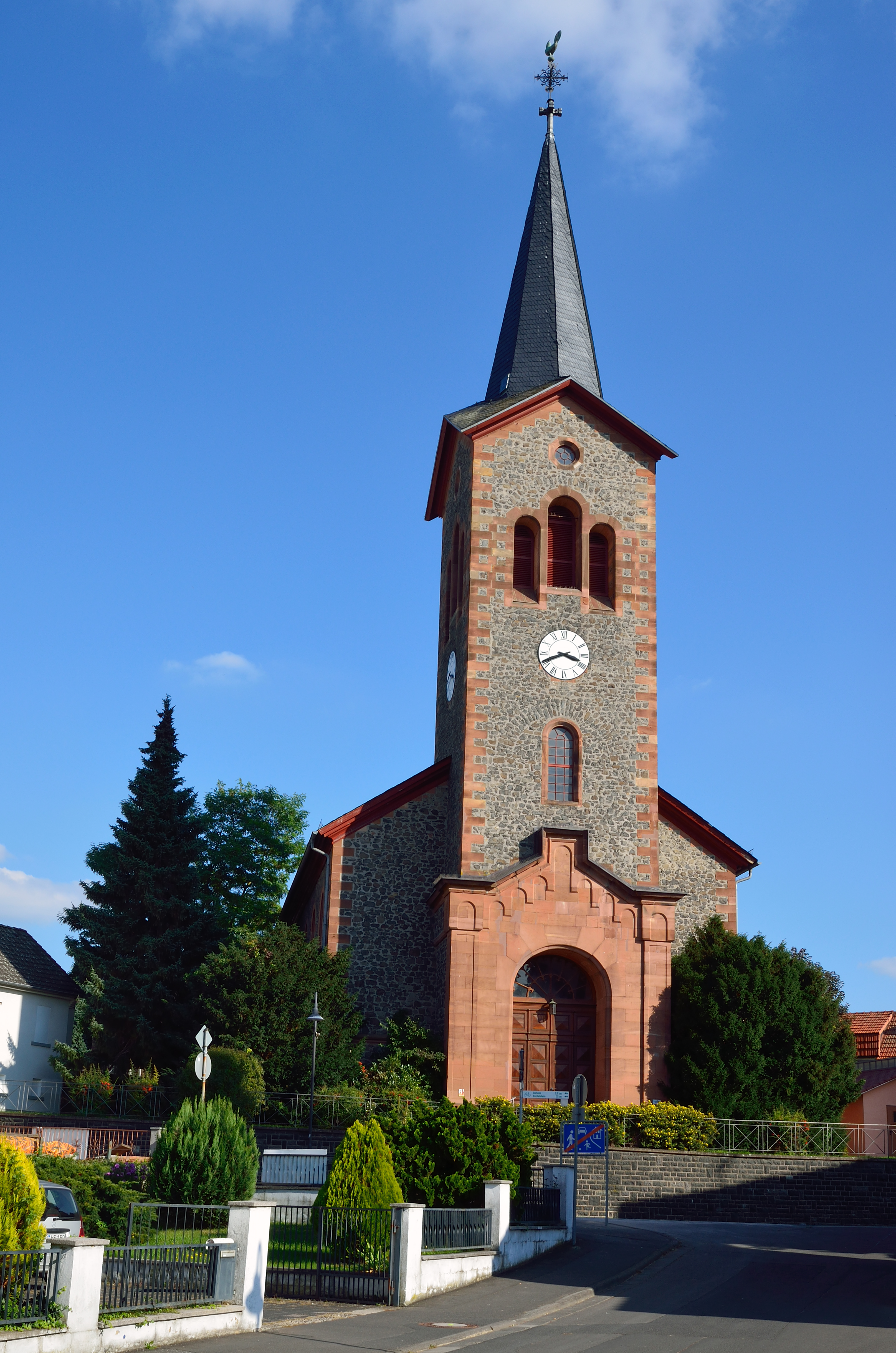
Evangelische Kirche (Schwalheim)

Die Evangelische Kirche Schwalheim ist ein denkmalgeschütztes Kirchengebäude in Schwalheim, einem Stadtteil von Bad Nauheim im Wetteraukreis in Hessen. Die Kirche gehört zum Dekanat Wetterau in der Propstei Oberhessen der Evangelischen Kirche in Hessen und Nassau.

## Beschreibung
Die neuromanische Saalkirche wurde 1849–51 nach dem Entwurf des Architekten Schulz aus der hanauischen landgräflichen Verwaltung überwiegend aus Bruchsteinen errichtet. Der mit einem achtseitigen, spitzen, schiefergedeckten Helm bedeckte Kirchturm ist im Westen des mit einem Satteldach bedeckten Kirchenschiffs halb eingestellt. Im Osten ist die Sakristei angebaut.
Der mit einer Flachdecke überspannte Innenraum hat Emporen an drei Seiten. Die Kirchenausstattung stammt aus der Bauzeit. Gegenüber dem Kanzelaltar steht die Orgel auf der Empore im Westen. Sie hat 16 Register, zwei Manuale und ein Pedal und wurde von der Förster & Nicolaus Orgelbau 1928 gebaut.
| I Hauptwerk C–g3 |                |    |
| 1.               | Principal      | 8′ |
| 2.               | Viola di Gamba | 8′ |
| 3.               | Bourdon        | 8′ |
| 4.               | Octave         | 4′ |
| 5.               | Octave         | 2′ |
| 6.               | Mixtur         |    |

| II Schwellwerk C–g3 |              |     |
| 07.                 | Konzertflöte | 08′ |
| 08.                 | Salicional   | 08′ |
| 09.                 | Aeoline      | 08′ |
| 10.                 | Vox-Celeste  | 08′ |
| 11.                 | Gedacktflöte | 04′ |
| 12.                 | Waldflöte    | 02′ |

| Pedal C–f1 |             |     |
| 19.        | Subbass     | 16′ |
| 19.        | Sanftbass   | 16′ |
| 20.        | Octavbass   | 08′ |
| 21.        | Salicetbass | 08′ |

- Koppeln: II/I (auch als Superoktavkoppel), II/II (Superoktavkoppel), I/P, II/P, II/P (Superoktavkoppel)